# Luis Dávila
Luis Dávila, all'anagrafe Héctor Carmelo Gonzáles Ferrantino (Buenos Aires, 15 luglio 1927 – Buenos Aires, 21 agosto 1998), è stato un attore argentino.

## Biografia
Nella sua carriera cinematografica, iniziata nel 1952 e proseguita per tre decenni, apparve in oltre 70 pellicole accanto ad attrici come Silvia Legrand, Mirtha Legrand, Julia Sandoval, Lolita Torres, Silvia Montanari, Irma Roy e Lilián del Río. Visse quattordici anni in Spagna dove prese parte a diversi film di genere (spionistici e spaghetti western), recitando con Claudia Cardinale, Lino Ventura e Giuliano Gemma. Dal 1973 diradò notevolmente le sue presenze sul grande schermo partecipando a una ventina di serie televisive e di telenovelas, tra le quali si segnala Amore proibito, del 1986, con Verónica Castro.
Muore per arresto cardiorespiratorio il 21 agosto 1998 presso il sanatorio Santa Isabel di Buenos Aires, dove era stato ricoverato per diversi giorni. Soffriva di un problema cardiaco e, inoltre, aveva gravi problemi di mobilità a causa di un incidente subito in Cile otto anni prima, in cui si era fratturato una gamba e un'anca. Le sue spoglie riposano nel pantheon degli attori del cimitero di Chacarita.

## Filmografia

### Cinema
- El baldío, regia di Carlos Rinaldi (1952)
- Vigilantes y ladrones, regia di Carlos Rinaldi (1952)
- María Magdalena, regia di Carlos Hugo Christensen (1954)
- Sinfonía de juventud, regia di Oscar Carchano (1955)
- Lo que le pasó a Reynoso, regia di Leopoldo Torres Ríos (1955)
- El canario rojo, regia di Julio Porter (1955)
- Requiebro, regia di Carlos Schlieper (1955)
- Vida nocturna, regia di Leo Fleider (1955)
- Mi marido y mi novio, regia di Carlos Schlieper (1955)
- Novia para dos, regia di Leo Fleider (1956)
- Operación Antartida, regia di Bernard Roland (1957)
- La hermosa mentira, regia di Julio Saraceni (1958)
- Amor se dice cantando, regia di Miguel Morayta (1959)
- Campo arado, regia di Leo Fleider (1959)
- Vacanze in Argentina, regia di Guido Leoni (1960)
- Héroes de hoy, regia di Enrique Dawi (1960)
- Sócio de Alcova, regia di George Cahan (1962)
- Bahía de Palma, regia di Juan Bosch (1962)
- Los que verán a Dios, regia di Rodolfo Blasco (1963)
- Las gemelas, regia di Antonio del Amo (1963)
- La grande arena (Chantaje a un torero), regia di Rafael Gil (1963)
- El sol en el espejo, regia di Antonio Roman (1963)
- La gran coartada, regia di José Luis Madrid (1963)
- El escándalo, regia di Javier Setó (1964)
- Como dos gotas de agua, regia di Luis César Amadori (1964)
- Un amore e un addio (Donde tú estés), regia di German Lorente (1964)
- Una madeja de lana azul celeste, regia di José Luis Madrid (1964)
- Prohibido soñar, regia di Silvio F. Balbuena (1964)
- Relevo para un pistolero, regia di Ramon Torrado (1964)
- Flor salvaje, regia di Javier Setó (1965)
- Il pugno proibito dell'agente Warner (Faites vos jeux, mesdames), regia di Marcel Ophüls (1965)
- S.077 spionaggio a Tangeri (Marc Mato, agente S. 077), regia di Gregg G. Tallas (1965)
- L'uomo che viene da Canyon City (Viva Carrancho!), regia di Alfonso Balcázar (1965)
- L'uomo dalla pistola d'oro (Doc, manos de plata), regia di Alfonso Balcázar (1965)
- La colt è la mia legge, regia di Alfonso Brescia (1965)
- María Rosa, regia di Armando Moreno (1965)
- Tomba per uno straniero (Tumba para un forajido), regia di José Luis Madrid (1965)
- La otra orilla, regia di José Luis Madrid (1965)
- Zampo y yo, regia di Luis Lucia (1966)
- Dinamite Jim, regia di Alfonso Balcázar (1966)
- Agente Logan - Missione Ypotron, regia di Giorgio Stegani (1966)
- The Viscount - Furto alla banca mondiale (Le vicomte règle ses comptes), regia di Maurice Cloche (1967)
- ...4..3..2..1...morte, regia di Primo Zeglio (1967)
- L'uomo del colpo perfetto, regia di Aldo Florio (1967)
- Hallò Ward! ...E furono vacanze di sangue (Llaman de Jamaica, Mr. Ward), regia di Julio Salvador (1968)
- Commando suicida, regia di Camillo Bazzoni (1968)
- Rebus, regia di Nino Zanchin (1968)
- La morte sull'alta collina, regia di Fernando Cerchio (1969)
- Las amigas, regia di Pedro Lazaga (1969)
- Simon Bolivar, regia di Alessandro Blasetti (1969)
- La battaglia d'Inghilterra, regia di Enzo G. Castellari (1969)
- Las nenas del mini-mini, regia di Germán Lorente (1969)
- Marcellino e padre Johnny (Johnny Ratón), regia di Vicente Escrivá (1969)
- Paranoia, regia di Umberto Lenzi (1970)
- Verano 70, regia di Pedro Lazaga (1970)
- Matalo!, regia di Cesare Canevari (1970)
- Le tigri di Mompracem, regia di Mario Sequi (1970)
- L'arciere di fuoco, regia di Giorgio Ferroni (1971)
- La spada normanna, regia di Roberto Mauri (1971)
- Si estás muerto, ¿por qué bailas?, regia di Pedro Mario Herrero (1971)
- Un solo grande amore (La casa de las palomas), regia di Claudio Guerín (1972)
- I due volti della paura (Coartada en disco rojo), regia di Tulio Demicheli (1972)
- Las colocadas, regia di Pedro Maso (1972)
- Los novios de mi mujer, regia di Ramón Fernández (1972)
- Basuras humanas, regia di Emilio Gómez Muriel (1972)
- I tre del mazzo selvaggio (Pancho Villa), regia di Eugenio Martín (1972)
- Las tres perfectas casadas, regia di Benito Alazraki (1973)
- La redada, regia di José Antonio de la Loma (1973)
- La venganza de la momia, regia di Carlos Aured (1975)
- Hormiga negra, regia di Ricardo Defilippi (1979)
- Cuatro pícaros bomberos, regia di Carlos Galettini (1979)
- Juventud sin barreras, regia di Ricardo Montes (1979)

### Televisione
- Obras maestras Philco – serie TV, un episodio (1961)
- Primera fila – serie TV, un episodio (1964)
- Historias para no dormir – serie TV, un episodio (1966)
- Novela – serie TV, un episodio (1966)
- Estudio 1 – serie TV, due episodi (1967-1970)
- Estación retiro – serie TV, 209 episodi (1971)
- Alta comedia – serie TV, 4 episodi (1971-1973)
- Quiero saber tu verdad – serie TV, 19 episodi (1973)
- Ese que no la quiere – serie TV, 13 episodi (1973)
- Con odio y con amor – serie TV, 29 episodi (1974)
- Mi hermano Javier – serie TV, 29 episodi (1977)
- El hombre que yo inventé – serie TV, 19 episodi (1979)
- Propiedad horizontal – serie TV, 19 episodi (1979)
- Trampa para un soñador – serie TV, 97 episodi (1980)
- Quiero gritar tu nombre – serie TV, 195 episodi (1981)
- Todo tuyo – serie TV, 16 episodi (1982)
- Aprender a vivir... 83 – serie TV, 23 episodi (1983)
- Rossé – serie TV, 39 episodi (1985)
- La viuda blanca – serie TV, 21 episodi (1986)
- Cuando vuelvas a mí – serie TV, 19 episodi (1986)
- Amore proibito (Amor prohibido) – serie TV, 77 episodi (1986)
- El mago – serie TV, 13 episodi (1988)

## Doppiatori italiani
Nelle versioni italiane dei suoi film, Luis Dávila è stato doppiato da:
- Pino Locchi in L'uomo che viene da Canyon City
- Glauco Onorato in L'uomo dalla pistola d'oro
- Cesare Barbetti in ...4..3..2..1...morte
- Giuseppe Rinaldi in L'uomo del colpo perfetto
- Massimo Foschi in La battaglia d'Inghilterra
- Renato Turi in Paranoia
- Aldo Giuffré in Matalo!
- Sergio Graziani in L'arciere di fuoco
- Emilio Cigoli in La spada normanna